# Vervant (Charente-Maritime)
Vervant ist eine französische Gemeinde mit 244 Einwohnern (Stand: 1. Januar 2022) im Département Charente-Maritime in der Region Nouvelle-Aquitaine (vor 2016: Poitou-Charentes); sie gehört zum Arrondissement Saint-Jean-d’Angély und zum Kanton Matha (bis 2015: Kanton Saint-Jean-d’Angély). Die Einwohner werden Vervantais und Vervantaises genannt.

## Geographie
Vervant liegt etwa 72 Kilometer ostsüdöstlich von La Rochelle in der Saintonge. Umgeben wird Vervant von den Nachbargemeinden Les Églises-d’Argenteuil im Norden und Osten, Poursay-Garnaud im Süden, Courcelles im Südwesten sowie Antezant-la-Chapelle im Westen und Nordwesten.

## Bevölkerungsentwicklung
| Jahr                      | 1962 | 1968 | 1975 | 1982 | 1990 | 1999 | 2006 | 2013 | 2020 |
| Einwohner                 | 157  | 185  | 153  | 201  | 175  | 194  | 203  | 236  | 236  |
| Quelle: Cassini und INSEE |      |      |      |      |      |      |      |      |      |

## Sehenswürdigkeiten
Siehe auch: Liste der Monuments historiques in Vervant (Charente-Maritime)
- Neugotische Kirche Sainte-Catherine aus dem 19. Jahrhundert
- Schloss Vervant aus dem 16. Jahrhundert, weitgehend neugebaut im 18. Jahrhundert, Fassaden, Dächer, Turm aus dem 16. Jahrhundert und Gärten sind seit 1949 als Monument historique eingeschrieben

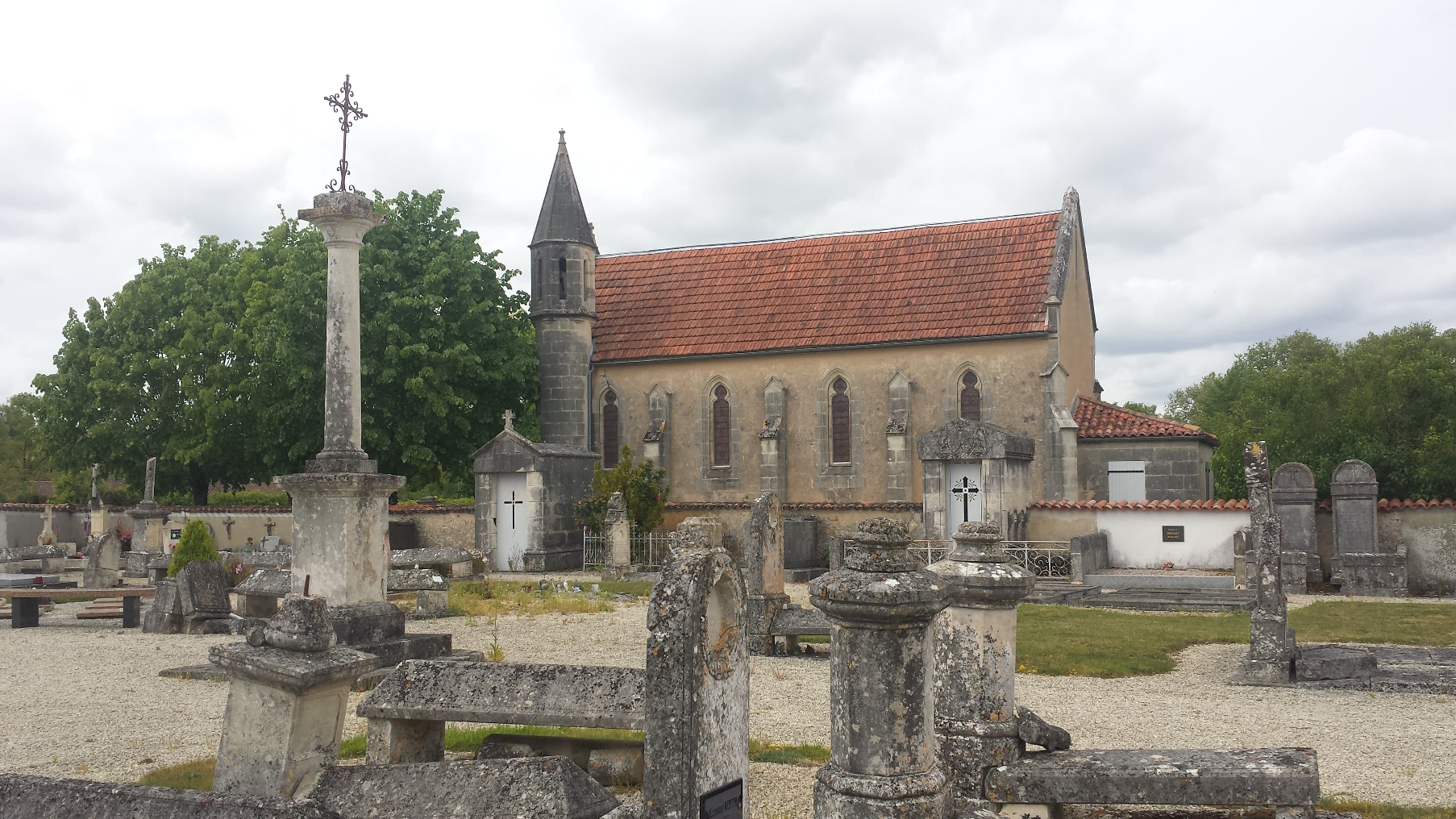
Kirche Sainte-Catherine und ihr Friedhof
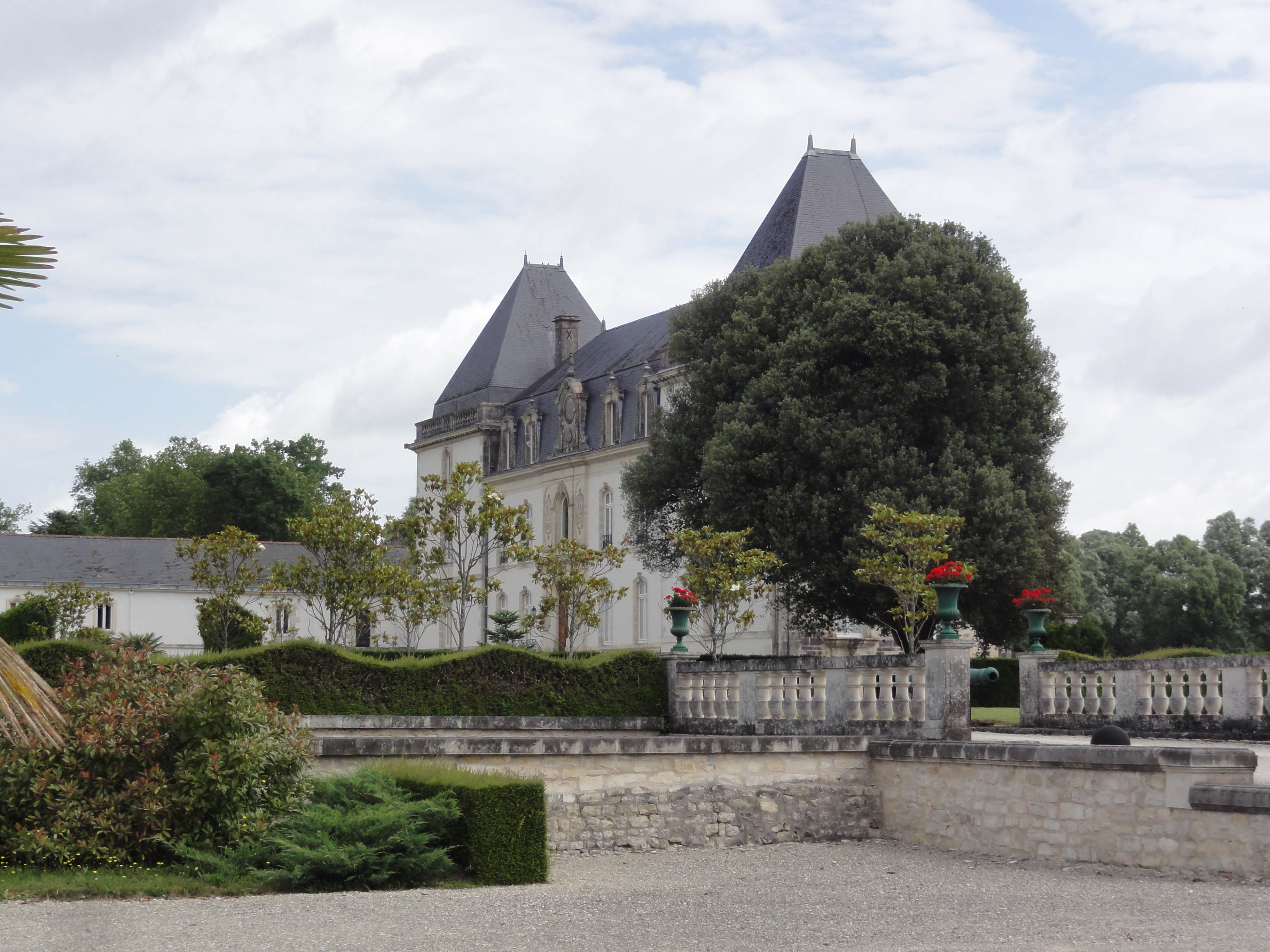
Schloss Vervant